# Najemnina
Najemnina je drama Josipa Stritarja, ki jo je napisal leta 1876.

## Osebe
- Polona, delavka
- Malka, Vinko, njena otroka
- Marina, potovka
- Poštar

## Vsebina
Polona je polna grenkobe, delati zaradi opešanih oči več ne more, vse breme leži na Malki, ki pa s šivanjem slabo zasluži; bogatini s plačilom odlašajo, navajeni, da mora siromak vse potrpeti, kar si izmislijo. Dokler je imel svet še kaj vere, se je dajalo vbogajme, da bi bilo duši lažje, zdaj gospoduje gola samopašnost in neobčutljivost za tujo nesrečo. In gospodar jih meče iz stanovanja, že jutri morajo proč – kam? Svet ni tako lepo urejen, kot so nas učili, Bog bolj skrbi za bogate in isto počne država, ko siromakom, ki so se iztrošili pri delu obrne hrbet in jih prepusti njihovi revščini. Vinko se vrne iz šole čisto blaten, bogatemu sošolcu, ki je zasmehoval mater Polono, je pokazal pesti. Polona je ponosna na sina, ki se je postavil zanjo, nato gre trudna počivat. Priplazi se Marina, zlat prstan ima za Malko od hišnega gospodarja, le malo naj bo prijazna z njim … Malka brž razume, za kaj gre, in zvodnica mora tako hitro čez prag, da na stopnišču skoraj podre poštarja, ki prinaša Malki pismo. V pismu je stotak, piše pa Rajko, najstarejši Polonin sin; oženil se bo s hčerko svojega gospodarja in prevzel trgovino, po poroki bodo vsi prišli k njemu, prostora je dovolj; prav kmalu pa pride tudi sam, da se pomenijo. Polona je srečna – z nobeno gospo v svili in zlatu ne menja, ko pa ima tako zlate otroke!